# Bór Zapilski
Bór Zapilski [ˈbur zaˈpilski] é uma aldeia localizada no distrito administrativo de Wręczyca Wielka, do condado de Kłobuck, voivodia de Silésia, no sul da Polônia. A aldeia tem uma população de 369 habitantes.

## Cultura
O Festival Internacional de Cinema Aleatório [en] foi realizado em Bór Zapilski em junho de 2011.